# Heda (plaats)
Heda is een plaats in de gemeente Ödeshög in het landschap Östergötland en de provincie Östergötlands län in Zweden. De plaats heeft 64 inwoners (2005) en een oppervlakte van 20 hectare. Heda wordt omringd door zowel landbouwgrond als wat bos. In de plaats staat de kerk Heda kyrka, deze stenen kerk stamt uit de 12de eeuw en is gebouwd in de romaanse stijl. De plaats Ödeshög ligt zo'n acht kilometer ten zuiden van het dorp.